# Habsburg Konstancia lengyel királyné

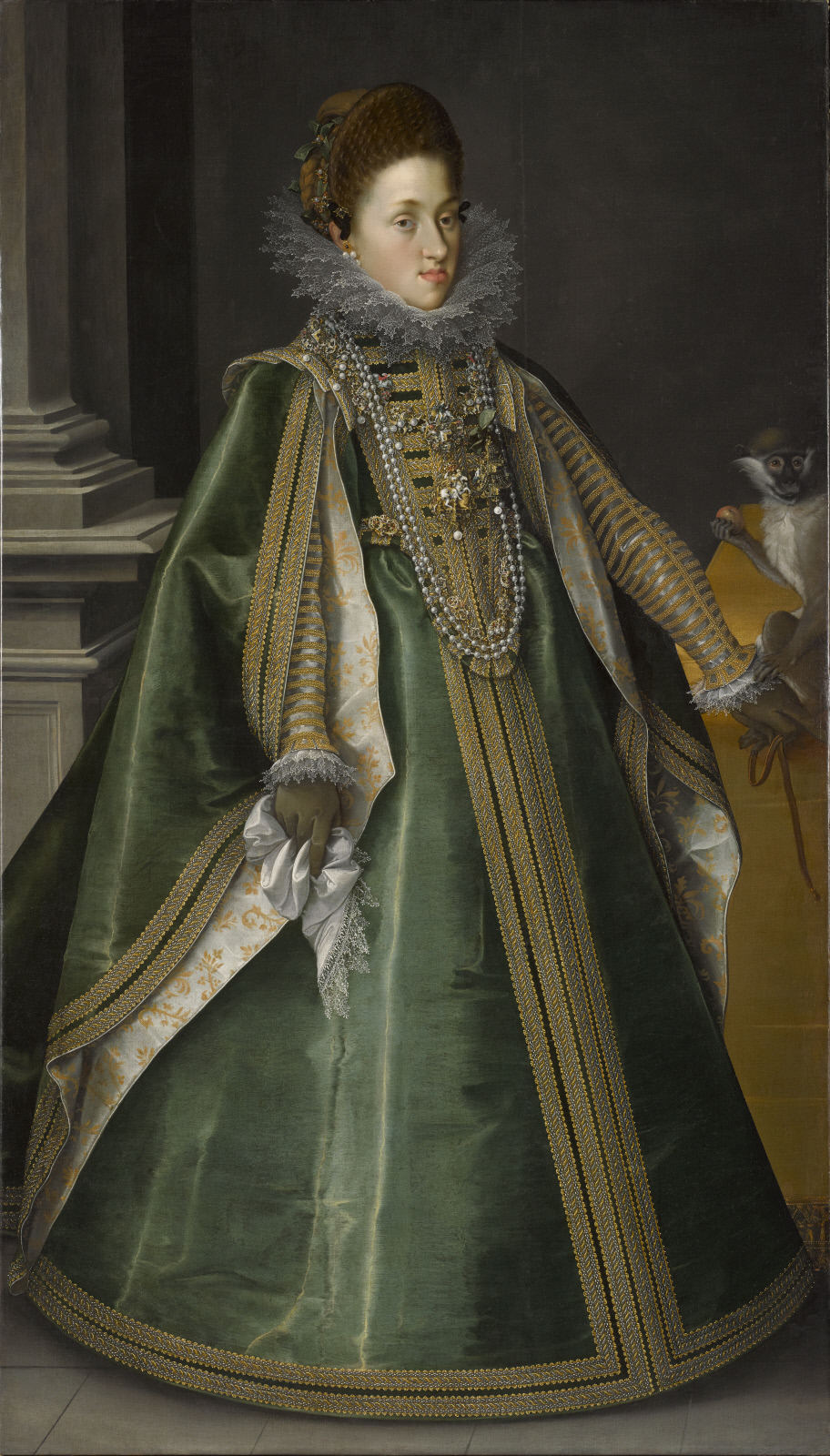
Habsburg Konstancia lengyel királyné

Habsburg Konstancia (ismert még mint Ausztriai Konstancia főhercegnő, németül: Erzherzogin Constanze von Österreich, lengyelül: Konstancja Habsburżanka; Graz, 1588. december 24. – Varsó, 1631. július 10.), a Habsburg-házból származó osztrák főhercegnő, II. Károly stájer herceg és Bajorországi Mária Anna gyermeke, aki III. Zsigmond lengyel király második feleségeként Lengyelország királynéja 1605-től 1631-es haláláig.

## Élete

### Származása, testvérei
1588. december 24-én Grazban született II. Károly osztrák főherceg és Mária Anna bajor hercegnő (1551–1608) tizenegyedik gyermekeként. Tizennégy testvére közül kilencen érték el a felnőttkort:
- Anna (1573–1598), III. Zsigmond lengyel király első felesége
- Mária Krisztierna (1574–1621), Báthory Zsigmond erdélyi fejedelem felesége
- Ferdinánd (1578–1637), II. Ferdinánd néven német-római császár, magyar és cseh király
- Eleonóra (1582–1620)
- Miksa (1583–1616)
- Margit (1584–1611), III. Fülöp spanyol király felesége
- Lipót (1586–1632), V. Lipót néven Tirol főhercege
- Mária Magdaléna (1589–1631), II. Cosimo de’ Medici toszkánai nagyherceg felesége
- Károly József (1590–1624), Breslau és Brixen püspöke, a Német Lovagrend nagymestere (1618–1624)

Apai nagyszülei I. Ferdinánd német-római császár, magyar és cseh király és Jagelló Anna, anyai nagyszülei a Wittelsbach-családból származó V. Albrecht bajor herceg és Mária Jakobea badeni grófnő voltak.

### Házassága
Nővére, Anna főhercegnő 1592-ben III. Zsigmond lengyel királyhoz ment feleségül, azonban a fiatalasszony a házasságkötés után hat évvel, 1598-ban, egy szülést követően meghalt. Zsigmond több mint hét évet özvegységben töltött, és csak 1605-ben nősült újra, méghozzá elhunyt felesége egyik nővérét, a 17 éves Konstancia főhercegnőt vette el. Esküvőjüket 1605. december 11-én Varsóban tartották.
Zsigmond újbóli, Habsburg főhercegnővel kötött házassága nagyfokú politikai nyugtalanságot idézett elő Lengyelországban. Mivel Konstancia a bigottan katolikus II. Ferdinánd császár húga volt, a lengyel rendek joggal tartottak a spanyol jezsuiták és egyáltalán, a katolikus vallást mindennél előbbrevalóként védelmező Habsburg Birodalom befolyásától. A harmincéves háború kirobbanásakor, 1618-ban Zsigmond habozás nélkül csatlakozott a Habsburgokhoz.
A rendkívül muzikális alkatú Konstancia maga is komponált néhány saját zenei darabot. Asprilio Pacelli tanította énekelni a királynét. Konstanciáról feljegyezték - többek között - azt is, hogy istenfélő és szelíd természetű asszony volt. Szmolenszk ostroma idején két évig Vilniusban tartózkodott. Egy ottani tűzeset alkalmával pénzzé tette megmentett ékszereit, hogy az őt kiszolgáló személyzetet el tudja tartani. Szintén feljegyezték róla, hogy a varsói pestisjárvány idején mintegy három hónapon keresztül ételt és ruhát osztott a szegényeknek.
Zsigmond és Konstancia 26 évet töltöttek boldog házasságban, melynek Konstancia 1631. július 10-én bekövetkezett halála vetett véget. Felesége halála mélyen megrendítette Zsigmondot, s alig kilenc hónappal élte őt túl.

## Gyermekei
Házasságukból hét gyermek született, közülük négy fiú és egy lány érte el a felnőttkort:
- II. János Kázmér (1609-1672) Lengyelország királya, Litvánia nagyhercege, Svédország címzetes királya
- János Albert (1612-1634) Ermland és Krakkó püspöke
- Károly Ferdinánd (1613-1655) Boroszló és Płock püspöke, Oppeln és Ratibor hercege
- Sándor Károly (1614-1634)
- Anna Katalin Konstancia (1616-1651), 1642-től Fülöp Vilmos neuburgi palotagróf, utóbb pfalzi választófejedelem felesége

## Fordítás
- Ez a szócikk részben vagy egészben  a   Constanze von Österreich című német Wikipédia-szócikk fordításán alapul.  Az eredeti cikk szerkesztőit annak laptörténete sorolja fel. Ez a jelzés csupán a megfogalmazás eredetét és a szerzői jogokat jelzi, nem szolgál a cikkben szereplő információk forrásmegjelöléseként.

| Előző Habsburg Anna | Lengyelország királynéja 1605 – 1631 | Következő Habsburg Cecília Renáta |

| Előző Habsburg Anna | Litvánia nagyhercegnéje 1605 – 1631 | Következő Habsburg Cecília Renáta |